# The Power of Civilization
The Power of Civilization è un cortometraggio muto del 1913 diretto da Gilbert P. Hamilton.

## Produzione
Il film fu prodotto dalla St. Louis Motion Picture Company.

## Distribuzione
Distribuito dalla Warner Features Company (con il nome Warner's Feature Film Company), il film - un cortometraggio in tre bobine - uscì nelle sale cinematografiche USA il 6 gennaio 1913.